# Robert Power
Pour les articles homonymes, voir Power.
Robert Power, né le 11 mai 1995 à Perth, est un coureur cycliste australien.

## Biographie

### Les débuts
Durant son enfance, Robert Power pratique le rugby à XV. Son frère aîné Leon (né en 1986) a joué pour les Brumbies puis pour Oyonnax en France. Cependant, à l'âge de 13 ans, Robert Power subit une blessure au genou. La réhabilitation de la blessure implique beaucoup de vélo sur le vélodrome du Midlands Cycling Club à Perth. Power rejoint un groupe de coureurs et un an plus tard il participe à ses premiers championnats nationaux. Il continue à courir dans les différentes catégories d'âge les années suivantes.
Power rejoint le programme national de haute performance junior en 2013. Au cours de cette saison, il remporte deux courses en Italie (une étape du Giro della Lunigiana et le Trofeo Buffoni) ainsi que plusieurs autres places d'honneur,. Il est ensuite sélectionné pour disputer la course en ligne aux championnats du monde juniors de Florence. Il attaque dans le dernier tour de la course pour s'échapper du groupe de tête, mais il est rejoint et se classe finalement à la 19e place au sein du peloton principal.

### 2014-2015: victoire à l'UCI Oceania Tour et deuxième du Tour de l'Avenir
Au début de la saison 2014, Power participe au championnat d'Australie sur route espoirs, où il termine deuxième derrière Caleb Ewan. Il fait ensuite ses débuts professionnels lors du Herald Sun Tour 2014, où il se classe quatrième du classement des jeunes,. Il est ensuite sélectionner pour courir les championnats d'Océanie sur route. Il termine deuxième de la course élite remporté par Luke Durbridge et remporte le titre des espoirs (moins de 23 ans). Les points UCI remportés lors de cette course lui permettent de s'adjuger la dixième édition de l'UCI Oceania Tour,. Grâce à ce résultat, il signe avec la Jayco-AIS World Tour Academy et monte sur le podium dès sa première course avec l'équipe. Il ajoute d'autres victoires au cours de la saison, notamment en Italie où il gagne en l'espace de dix jours trois courses : le Trofeo Sportivi di Briga, le Grand Prix de Poggiana et le Gran Premio Capodarco. Il se classe également à la septième place du Tour d'Azerbaïdjan, une course professionnelle. Pendant ce Tour d'Azerbaïdjan, Power est décrit par son compatriote Caleb Ewan comme « incroyablement talentueux ». 
Alors espoirs première année, Robert Power court avec l'équipe australienne lors du Tour de l'Avenir 2014, la plus importante course par étapes du calendrier cycliste pour les coureurs de moins de 23 ans. Il termine à cinq reprises dans les dix premiers d'étapes, dont une deuxième place derrière le Colombien Miguel Ángel López,,. Il se contente de la deuxième place au classement général, 30 secondes derrière López. La dernière course de sa saison est le championnat du monde espoirs. Son coéquipier Caleb Ewan remporte la médaille d'argent, tandis que Power finit dans le peloton principal à la 35e place.
Il fait ses débuts sur l'UCI World Tour lors du Tour Down Under 2015, au sein de l'équipe UniSA-Australia. Plus jeune coureur de la course, il termine 41e du général et 10e du classement des jeunes,. Pendant la course, il est annoncé qu'il a signé avec l'équipe Orica-GreenEDGE pour la saison 2016, aux côtés de Jack Haig et Alexander Edmondson. Il est décrit par Matthew White, le directeur sportif de l'équipe, comme : one of the most exciting climbing talents we've seen in Australian cycling for a very, very long time (« un des grimpeurs les plus talentueux que nous ayons vu dans le cyclisme australien depuis très, très longtemps »). Power est ensuite au départ du Herald Sun Tour 2015. Il prend la tête du classement de la montagne lors de la première étape après avoir attaqué dès le début de la course. Par la suite, il remporte le classement des jeunes, termine deuxième du classement de la montagne et sixième du classement général,. Il effectue son retour sur les courses européennes en avril, où il obtient quelques accessits comme la troisième place du Trophée de la ville de San Vendemiano. En juillet, il remporte le prologue en côte du Tour de la Vallée d'Aoste, course référence chez les espoirs, reléguant ses premiers adversaires à plus de 18 secondes en 5,4 kilomètres. Le lendemain, il se classe deuxième de l'étape derrière le Belge Laurens De Plus. Il contrôle ses adversaires lors des étapes suivantes et s'adjuge le classement général. Fin juillet, il chute lors du Trophée Almar et tombe violemment sur le genou, ce qui met un terme à sa saison.  

### Depuis 2016: en World Tour
Alors qu'il a signé un contrat pour courir avec l'équipe World Tour australienne Orica-GreenEDGE à partir de 2016, il lui est diagnostiqué une forme rare d'œdème osseux qui l'oblige à mettre le cyclisme de côté pour une durée indéterminée. Pour sa reprise, il est annoncé au départ de la Arnhem Veenendaal Classic, disputée le 19 août 2016, où il termine 70e. Il conclut sa saison en octobre avec un podium sur la Japan Cup, pour sa sixième épreuve de la saison.
Évoluant par la suite principalement dans un rôle d'équipier au sein de l'équipe renommée Mitchelton-Scott, il se signale en se classant sixième des Strade Bianche 2018 sur les routes blanches de Toscane.

## Palmarès

### Palmarès professionnel
- 2016
  - 3e de la Japan Cup
- 2018
  - Classique d'Ordizia
  - Japan Cup
  - 6e des Strade Bianche

### Résultats sur les grands tours

#### Tour d'Italie
1 participation
- 2019 : abandon (6e étape)

#### Tour d'Espagne
2 participations
- 2019 : 92e
- 2020 : 37e

### Classements mondiaux
| Année                                 | 2014 | 2015 | 2016 | 2017 | 2018 | 2019  | 2020 | 2021 |
| ------------------------------------- | ---- | ---- | ---- | ---- | ---- | ----- | ---- | ---- |
| UCI World Tour                        |      |      | nc   | nc   | 161e |       |      |      |
| Classement mondial                    |      |      | 569e | 605e | 152e | 1892e | 324e | 974e |
| UCI Europe Tour                       | 47e  | 142e | nc   | 349e | 332e |       |      |      |
| UCI Asia Tour                         | nc   | nc   | 60e  | nc   | 18e  |       |      |      |
| UCI America Tour                      | nc   | nc   | nc   | nc   | 298e |       |      |      |
| UCI Oceania Tour                      | 1er  | 16e  | nc   | nc   | 106e | 92e   | 23e  | 41e  |
|                                       |      |      |      |      |      |       |      |      |
| Légende : nc = non classéSource : UCI |      |      |      |      |      |       |      |      |